# Isola di Zarja
L'isola di Zarja (in russo остров Зари?) è un'isola russa del mare di Laptev (Mare Glaciale Artico). Dal punto di vista amministrativo appartiene al rajon Tajmyrskij del Territorio di Krasnojarsk.

## Geografia
L'isola si trova 6 km a sud-est di capo Čeljuskin, di fronte alla foce del fiume Kunar, nella baia Vostočnaja. Le acque sono quelle dello stretto di Vil'kickij (Mare di Laptev). Il clima è artico ed è disabitata.

## Storia
Porta il nome della scuna Zarja sulla quale fu effettuata la spedizione polare russa del 1900-1902.